# Carvers (Nevada)
Carvers es un área no incorporada ubicada en el condado de Nye en el estado estadounidense de Nevada.

## Geografía
Carvers se encuentra ubicado en las coordenadas 38°47′12″N 117°10′45″O / 38.78667, -117.17917.